# A Leela of Her Own
A Leela of Her Own (рус.  «Лила, как она есть») — шестнадцатый эпизод третьего сезона мультсериала «Футурама». Североамериканская премьера этого эпизода состоялась 7 апреля 2002 года.

## Сюжет
По соседству с офисом «Межпланетного экспресса» открылась новая пиццерия. Экипаж в полном составе посещает её и знакомится с владельцами — супружеской парой и их многочисленными детьми (инопланетяне-сигноиды). Вкус пиццы у хозяев — омерзительный, поэтому Фрай (бывший разносчик пиццы) решает обучить их секретам приготовления настоящей пиццы и созданию уютной обстановки в кафе. Заканчивается всё тем, что экипаж «Экспресса» решает устроить матч по блёрнсболу против семейства сигноидов. На поле выясняется, что Лила — отвратительный питчер, так как она регулярно попадает бэттерам (бьющим) в голову мячом. Это замечает хозяин худшего из блёрнсбольных клубов «New New York Mets» и приглашает её к себе в команду.
Лила становится «знаменитостью» — она вызывает зрительский ажиотаж на стадионах своей плохой игрой, поднимая рейтинг команды, и даже снимается в дешёвой рекламе благодаря своему «рекламному агенту» Бендеру.
Во время плановой и платной раздачи автографов к Лиле подходит некая Джеки Андерсон, которая обвиняет её в том, что своей игрой она губит шансы женщин когда-либо играть в блёрнсбол на равных с мужчинами. Задумавшись, Лила даёт клятву «не стать худшим игроком в блёрнсбол в истории», хотя пока именно к этому всё и идёт.
Экипаж «Экспресса» посещает Хэнка Аарона XXIV в Зале Славы Блёрнсбола, и тот обучает Лилу, как не попадать бэттерам в головы.
После обучения Лила выходит на поле, и её бэттером оказывается та самая Джеки. Лила правильно подаёт мяч, Джеки его отбивает, попадая в «отверстие победы» (win the game hole). Лила уходит из блёрнсбола, официально признанная самым худшим игроком в истории (officially the worst player ever).

## Персонажи
Список новых или периодически появляющихся персонажей сериала
- Маленькие зелёные человечки
- Дебют: Блик и его жена
- Дебют: Голова Боба Юкера
- Кьюберт Фарнсворт
- Двайт Конрад
- Джозеф Гилма (Рыбный Джо)
- Дебют: Голова Хэнка Аарона
- Дебют: Хэнк Аарон XXIV
- Дебют: Джеки Андерсон
- ЛаБарбара Конрад
- Рэнди Манчиник
- Скраффи
- URFL контролёр

## Изобретения будущего
- Спортивная игра блёрнсбол — бейсбол с заметно усложнёнными правилами.
- Генератор чёрных полос — устройство в раздевалке, прикрывающее срамные места чёрными прямоугольниками.

## Интересные факты